# Garten der Frauen

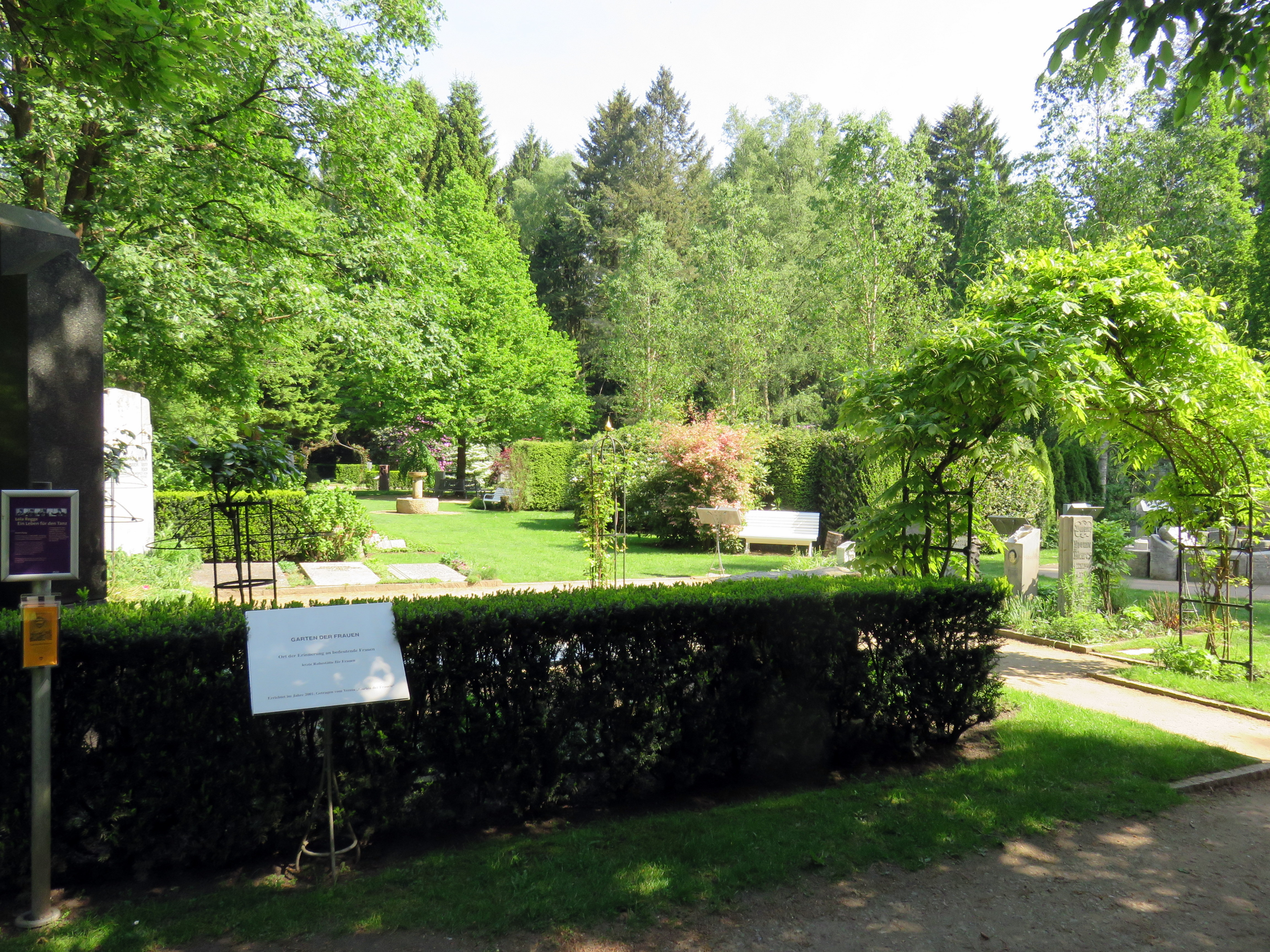
Garten der Frauen (2018),
südlicher Eingang

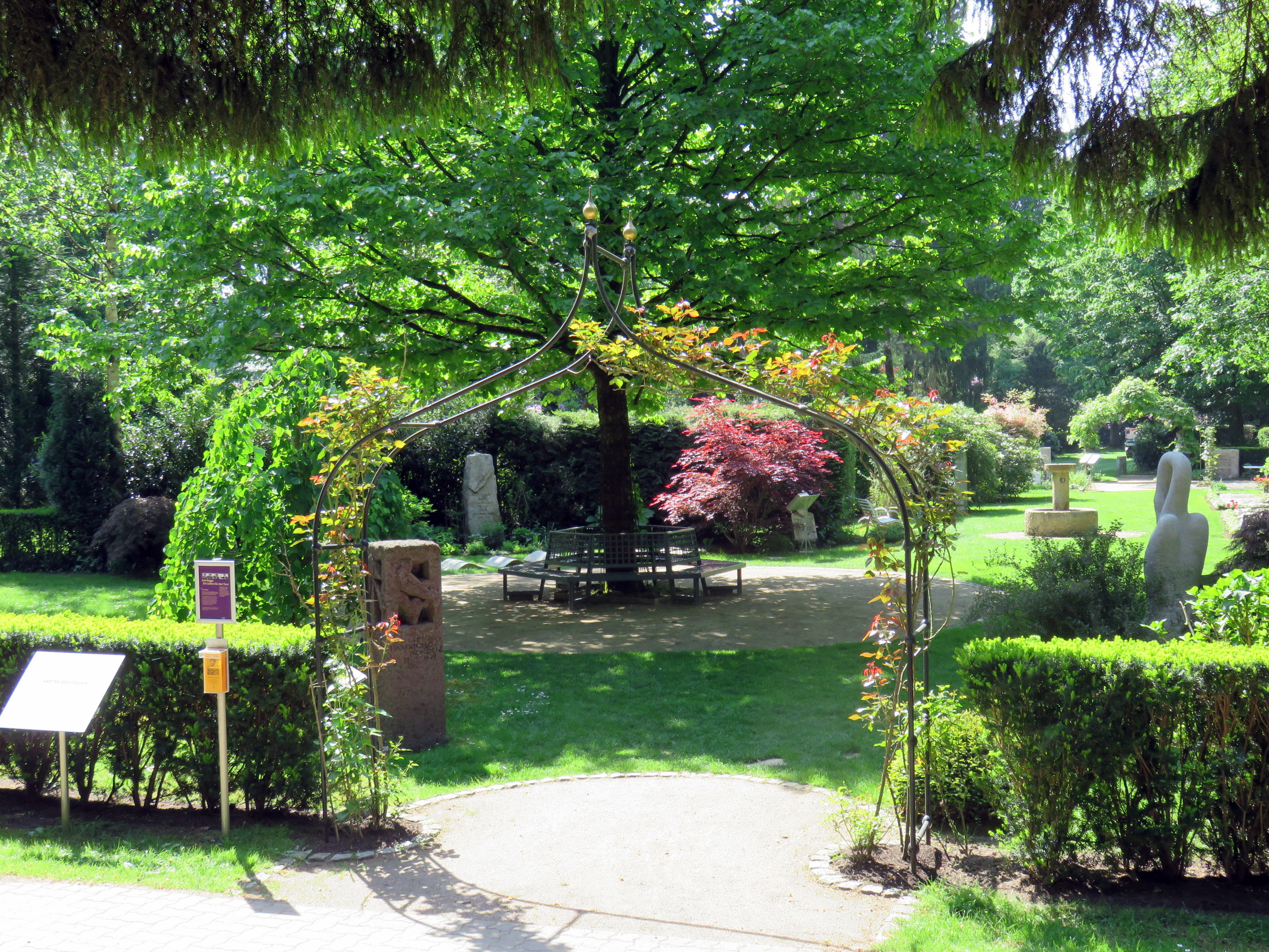
Garten der Frauen (2018), nördlicher Eingang

Der Garten der Frauen ist eine Gedenkstätte des Vereins Garten der Frauen e. V., die sich auf dem Friedhof Ohlsdorf in Hamburg befindet und in der an Frauen, die in der Hamburger Geschichte bedeutend waren, erinnert wird. Es handelt sich um ein etwa 1700 Quadratmeter großes Gelände nordöstlich des Ohlsdorfer Wasserturms, das im Juli 2001 eröffnet wurde und auf dem sich 402 Grabstellen befinden. Im Garten der Frauen stehen 90 historische Grabsteine. Auf der aus vielen Sandsteinen zusammengesetzten Erinnerungsspirale befinden sich 65 Namen und auf einer Erinnerungssäule, die seit November 2021 im Garten der Frauen stehen, bisher sechs Namen. Die Idee zu diesem Garten der Frauen hatte die Historikerin Rita Bake, die den Garten mit Hilfe von Helga Diercks-Norden und Silke Urbanski gründete. Getragen, gestaltet, finanziert und betreut wird das Areal von dem im Jahr 2000 auf Initiative der drei Frauen gegründeten Verein Garten der Frauen.

## Anlage

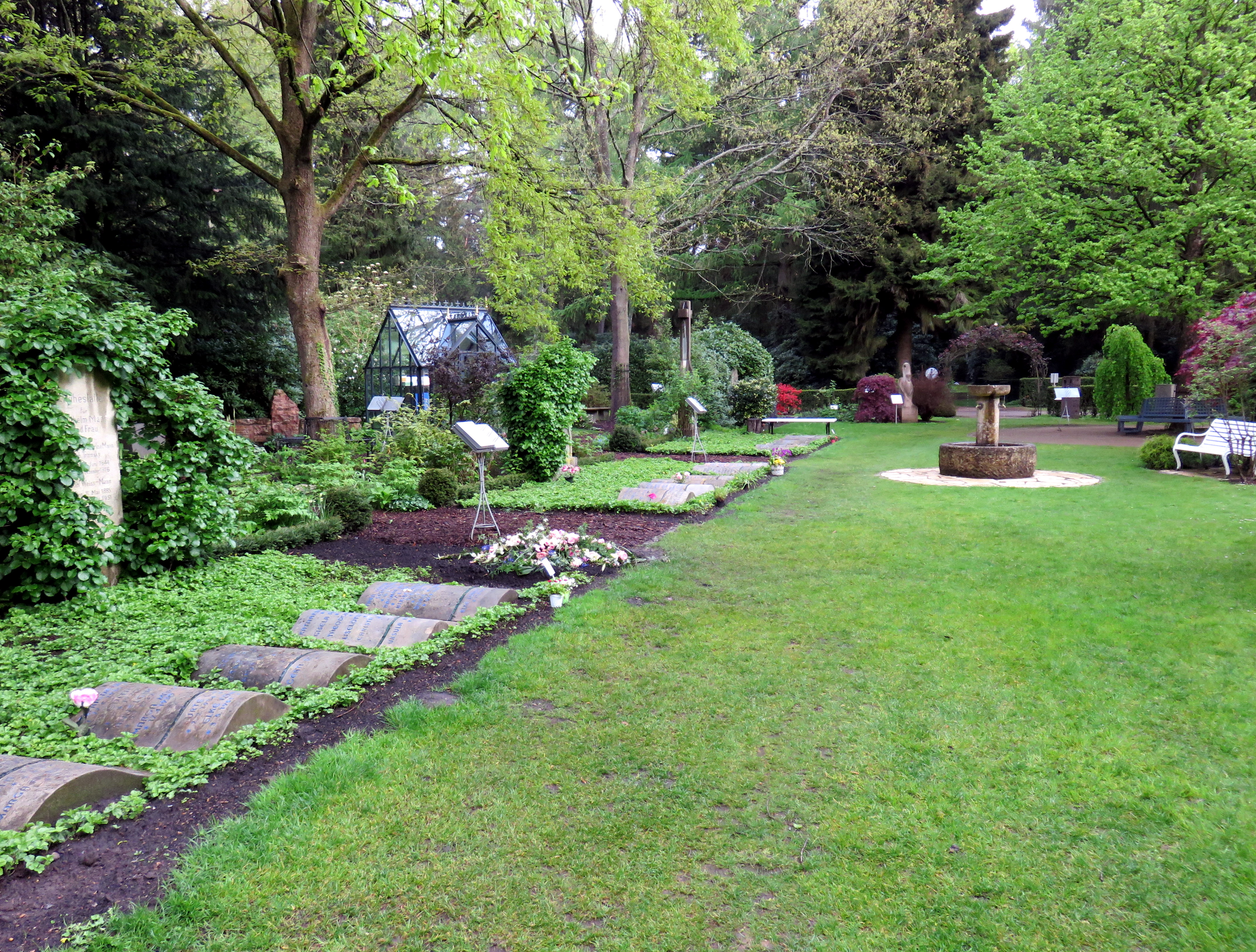
Garten der Frauen mit viktoria-
nischem Gewächshaus von 2017

Die Gedenkstättenanlage wird für drei verschiedene Erinnerungsarten genutzt. Die musealen Grabsteine sind die vor der Vernichtung geretteten Grabsteine, die an diesen Ort verlegt wurden. Sie machen die Ursprungsidee des Gartens der Frauen aus: die Frauen, die Hamburgs Geschichte mitgeprägt haben, sollen in bleibender Erinnerung gehalten werden, auch dann noch wenn die Nutzungsdauer ihrer Gräber abgelaufen ist und niemand für die Verlängerungsgebühren aufkommt. In solchen Fällen werden die Grabstellen aufgegeben und die Grabsteine zerstört. Damit es nicht zu einer Vernichtung der Steine kommt, verlegt der Verein Garten der Frauen auf eigene Kosten die Grabsteine in den Garten der Frauen. Ein weiterer Gedenkort im Garten der Frauen ist die Erinnerungsspirale, zusammengesetzt aus einzelnen Gedenksteinen für Frauen, die keine Grabsteine hatten oder deren Steine bereits entsorgt wurden. Da die Erinnerungsspirale von ihren Ausmaßen her ihr Ende erreicht hat, befindet sich als Nachfolgerin der Erinnerungsspirale seit November 2021 noch eine Erinnerungssäule im Garten der Frauen. Die dritte Art Gräber besteht aus flach in den Boden eingelassenen Steinwellen in Gemeinschaftsgrabanlagen, hier sind Frauen der Gegenwart bestattet, die sich zu Lebzeiten einen Grabplatz im Garten der Frauen erworben haben und Mitglied des Vereins Garten der Frauen waren.

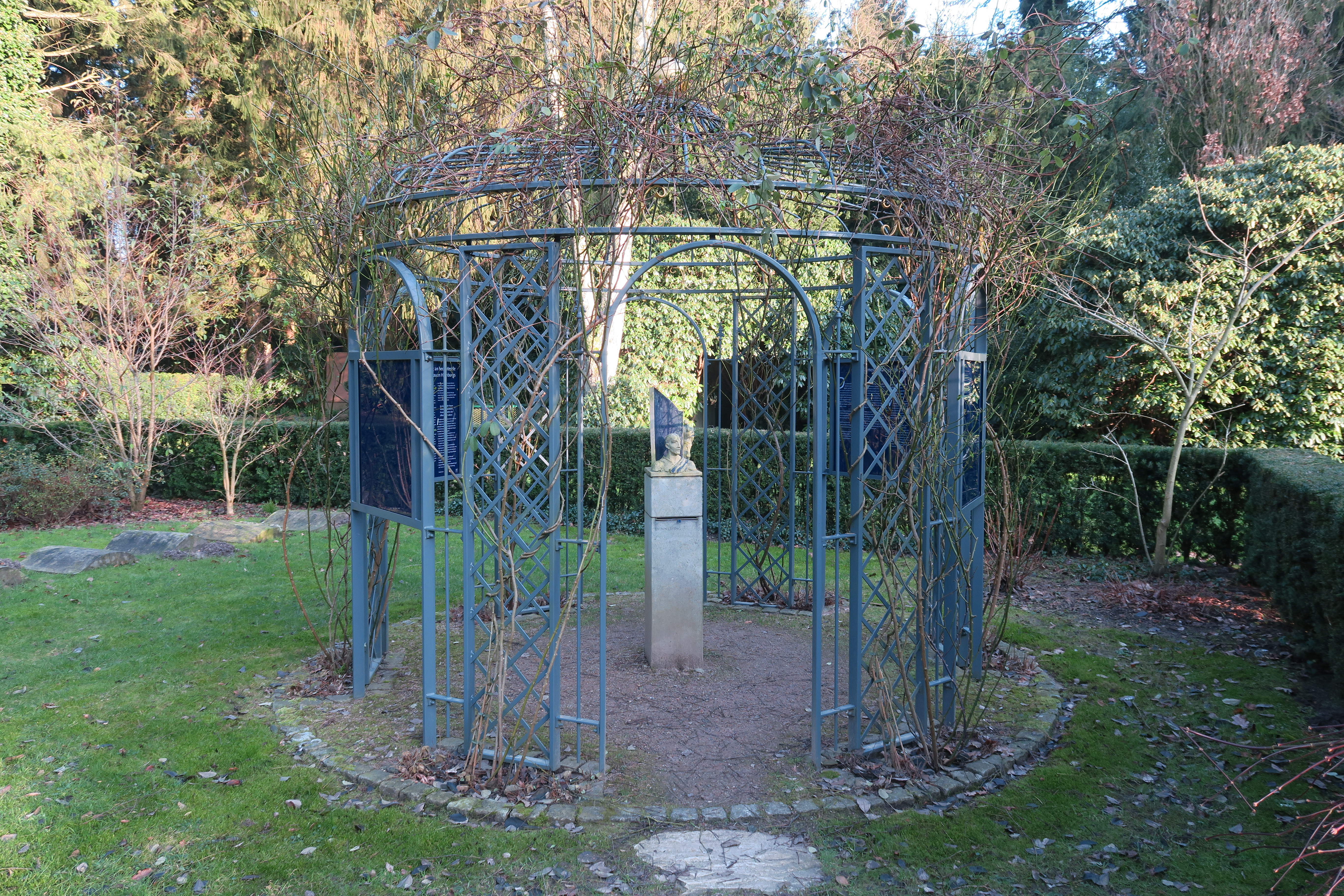
Rosenpavillon mit zentraler Skulptur Erinnerung (weitere Bilder)

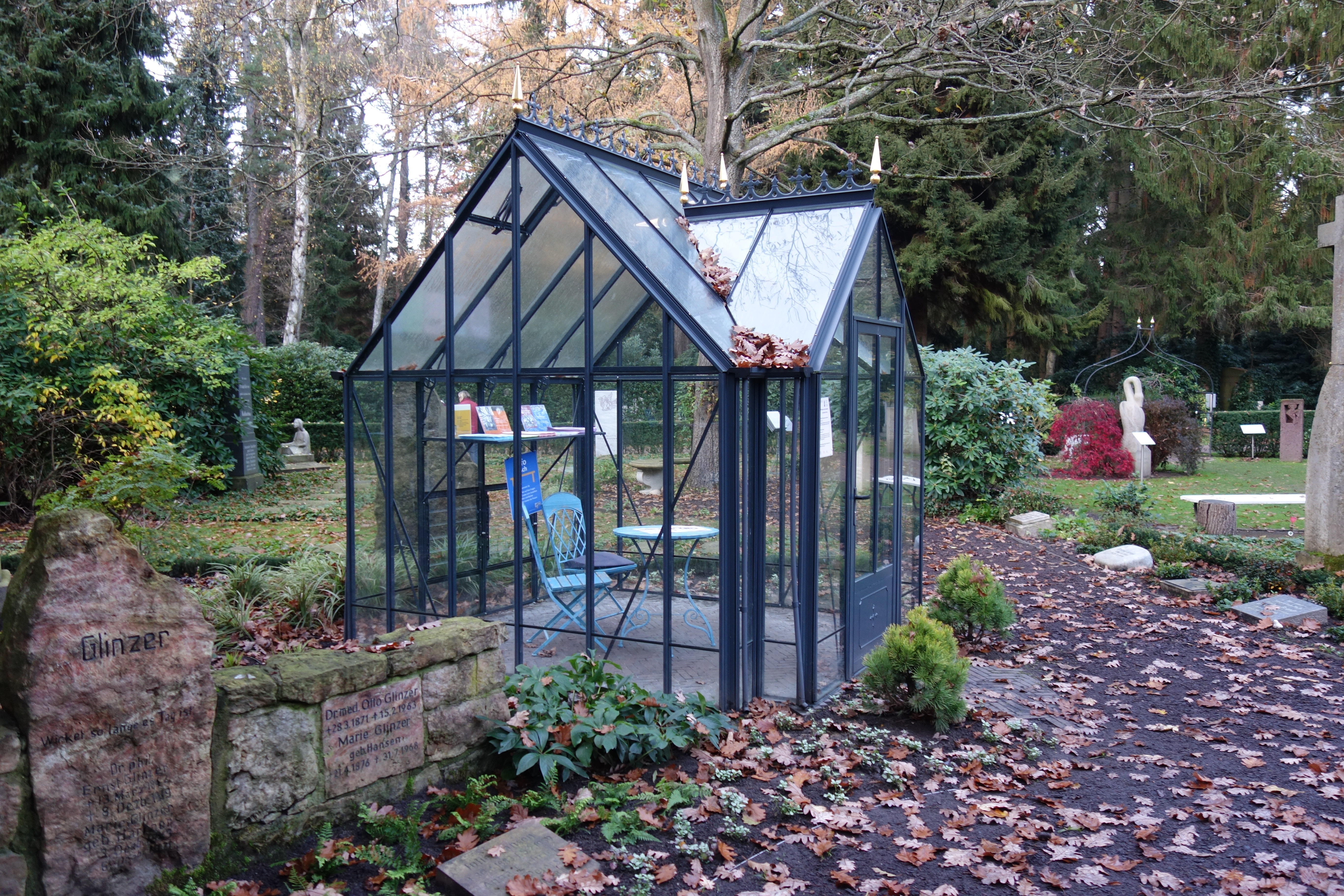
Das Glashäuschen im Garten der Frauen

Ergänzt wird der Garten der Frauen durch Ausstellungen und Veranstaltungen, die im Garten der Frauen stattfinden sowie durch im Garten der Frauen verteilte Ständer mit Aluminiumtafeln, die in Ringbuchform zusammengefasst sind und Kurzbiografien der hier geehrten Frauen vorstellen. Um einen mit Rosen berankten Pavillon herum sind einige Informationstafeln angebracht, in der Mitte befindet sich die Skulptur Erinnerung von Doris Waschk-Balz. Auch befindet sich ein Glashäuschen im Garten der Frauen, in dem Informationen für die Besuchenden zum Mitnehmen ausliegen.

### Historische Grabsteine

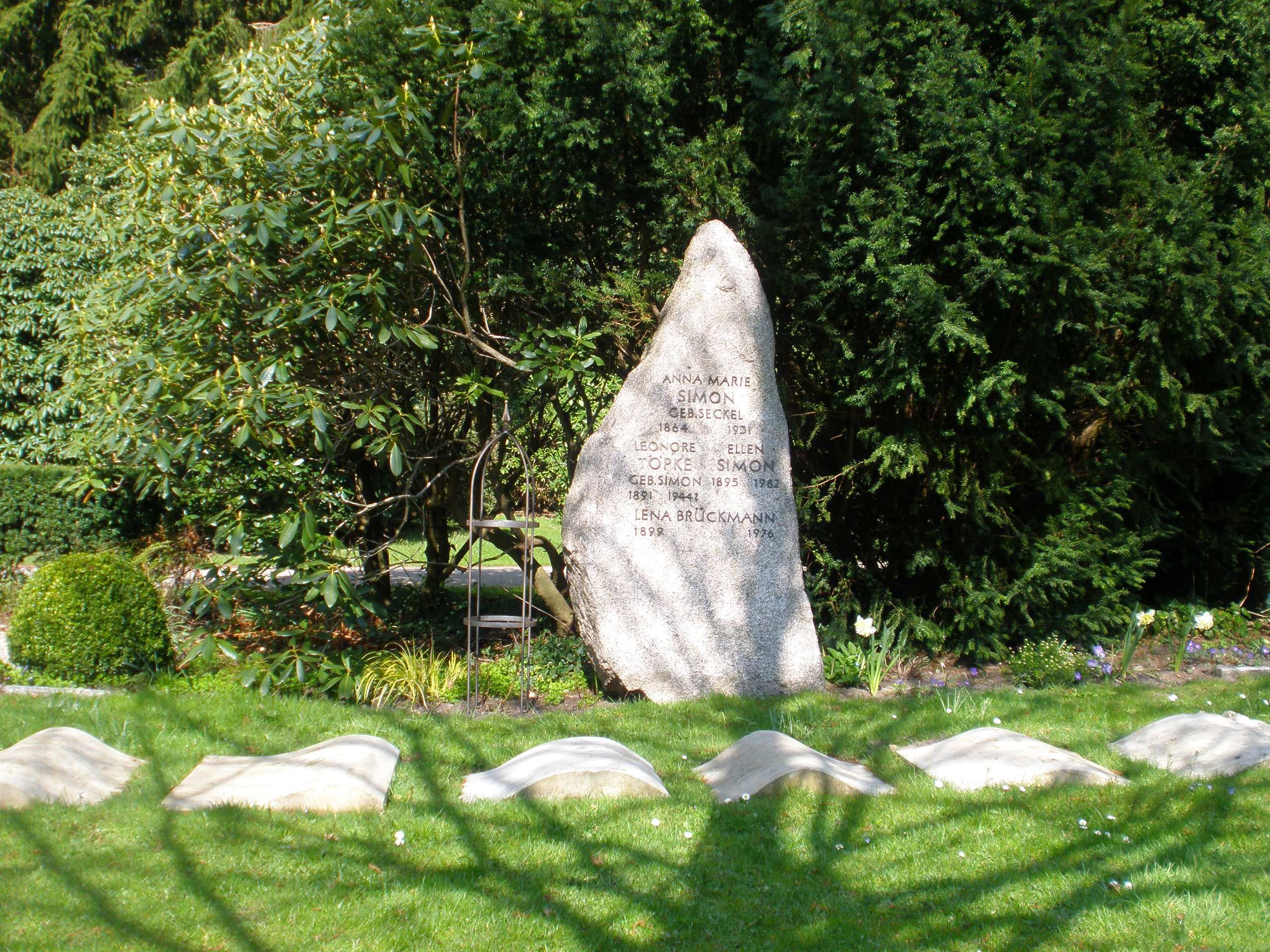
Felsengrabstein

Seit der Anlage des Gartens der Frauen im Jahr 2001 wurden mehr als 80 historische Grabsteine aufgestellt, also jene Steine, die nach der betreffenden Grabauflösung erhalten wurden. Viele von ihnen befinden sich gleich am Eingang des Geländes, andere sind im Areal verteilt. So ist zum Beispiel am Kopf jeder Gemeinschaftsgrabanlage der Stein einer historisch bedeutsamen Frau aufgestellt. Es handelt sich dabei um Persönlichkeiten des öffentlichen Lebens in Hamburg, Stifterinnen und Mäzeninnen, Bildende Künstlerinnen, Musikerinnen, Schriftstellerinnen, Schauspielerinnen, Sängerinnen und Tänzerinnen, Theaterprinzipalinnen, Professorinnen, Lehrerinnen, Politikerinnen wie Rebellinnen nach der 1848er Revolution, Bürgerschaftsabgeordnete, Frauen der Hamburger Frauenbewegung, Ärztinnen, Kindergärtnerinnen, Gewerkschafterinnen und Widerstandskämpferinnen gegen das NS-Regime.
Neben der Erinnerung bewirkt die Sammlung auch einen Einblick in die Geschichte der Grabkultur innerhalb des Friedhofs Ohlsdorf. So sind aus der Zeit der ersten dortigen Beerdigungen die Felsengrabsteine für Lola Töpke und Martha Hachmann-Zipser erhalten oder Steine des Klassizismus und Historismus beispielsweise für Emmy Beckmann und Amelie Ruths. Die am Anfang des 20. Jahrhunderts in Mode gekommenen, sogenannten halbrunden Grottensteine, die eine höhlenartige Öffnung vorspiegeln, finden sich für Marie Hirsch und Paula Westendorf, die ebenfalls seinerzeit modernen hohen Stelen erinnern an Antonie Milberg, Annie Kalmar und Wilhelmine Marstrand. Vorhanden sind auch die stark reglementierten Steine aus der Zeit des Nationalsozialismus, die aus „deutschem Material“ zu bestehen, ein Ornament aufzuweisen und mit Frakturschrift versehen zu sein hatten, so für die Gräber von Karli Bozenhard und Yvonne Mewes. Auch industriell hergestellte Grabsteine mit den klaren Formen der Nachkriegszeit sind vorhanden, zum Beispiel für Bertha Keyser oder Magda Bullerdiek.

### Erinnerungsspirale

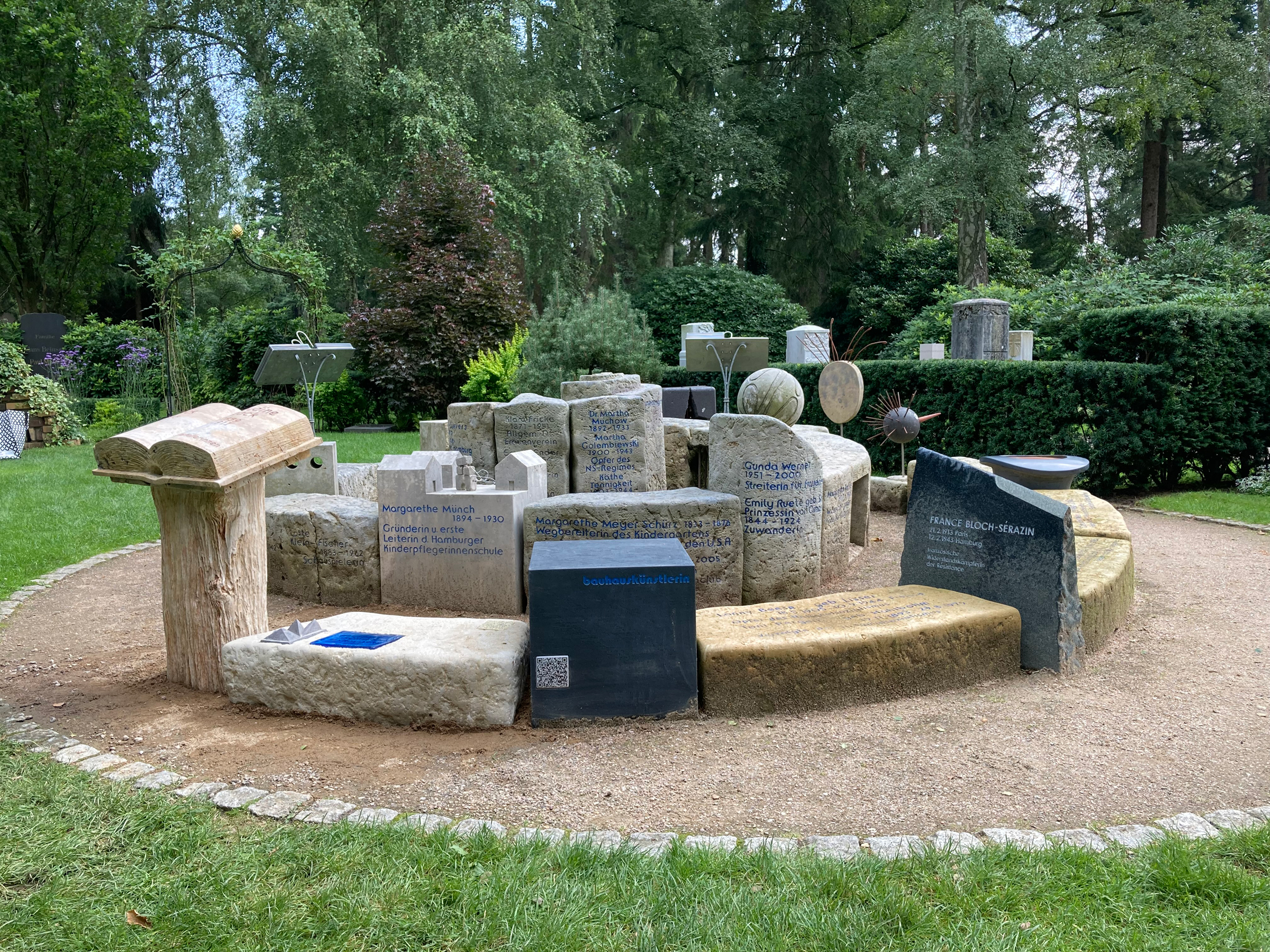
Erinnerungsspirale (14. August 2021) mit östl. Eingang im Hintergrund

Im Jahr 2002 wurde neben den historischen Steinen eine sogenannte Erinnerungsspirale angelegt. Sie soll die Erinnerung an jene Frauen wachhalten, deren Grabstellen nicht mehr erhalten waren oder die keine eigenen Grabsteine in Ohlsdorf hatten. Die Spirale symbolisiert das wiederkehrende Leben und wird aus einzeln gestalteten Gedenksteinen gebildet. Sie wurde in den Folgejahren beständig erweitert und umfasst mehr als 60 Namen. Erinnert wird hier insbesondere an Frauen, die als Hamburger Originale galten, die sich in besonderem Maße für die Rechte von Frauen einsetzten oder die Verfolgte des nationalsozialistischen Regimes waren. Im Jahr 2007, dem Europäischen Jahr der Chancengleichheit für alle, widmete sich der Verein Garten der Frauen insbesondere den Menschen, die wegen ihrer ethnischen Herkunft, ihrer sexuellen Orientierung, ihrer Religion oder Weltanschauung, einer Behinderung, ihres Alters oder ihres Geschlechts diskriminiert wurden. In diesem Sinne wurde mit einem als Säule gestalteten Stein, der eine symbolisierte Weltkugel trägt, ein Zeichen gesetzt. Als Stellvertreterinnen für die von der Thematik Betroffenen ist dieser Stein der Frauenrechtlerin Gunda Werner und der Prinzessin von Oman Emily Ruete gewidmet. Mit einem Erinnerungsstein für Erna Hoffmann wird an die weiblichen Euthanasieopfer der NS-Zeit erinnert, die durch Nahrungsentzug verhungerten. Ihre durchscheinenden verhungerten Körper werden durch die in der Aushöhlung des Steins aufgestellten Glassplitter symbolisiert. Die Aushöhlung ist durch Gitterstäbe umschlossen und verdeutlicht damit das Eingesperrtsein der Frauen. Ein mit Löchern versehener Stein gedenkt Christel K., einem weiblichen Opfer häuslicher Gewalt, die von ihrem Ehemann erschossen wurde. Seit 2015 steht beispielhaft für die im 16. und 17. Jahrhundert in Hamburg als Hexen beschuldigten und verbrannten Frauen der Stein für Abelke Bleken aus schwarzem Basalt mit einem Licht in der Aushöhlung des Steins. Im Weiteren erinnert ein aus schwarzem Basalt gefertigter Stein, der einen umgedrehten Zylinder darstellt und aus dem ein Kaninchen „springt“, an die Zauberhändlerin und Illusionistin Rosa Bartl. Im Jahr 2020 wurde ein aus schwarzem Diabas geschaffener Stein für die französische Widerstandskämpferin France Bloch-Sérazin. Sich in den Widerstand gegen das NS-Regime zu begeben, war eine Gratwanderung zwischen Leben und Tod. Diese Gratwanderung soll durch die Verschlankung des Steins nach oben hin symbolisiert werden. Das obere Ende des Steins ist so behauen, dass hier eine Schneide zu fühlen ist, die Schneide des Fallbeils, mit dem France Bloch-Sérazin im Untersuchungsgefängnis Holsteinglacis in Hamburg enthauptet wurde.

### Erinnerungssäule

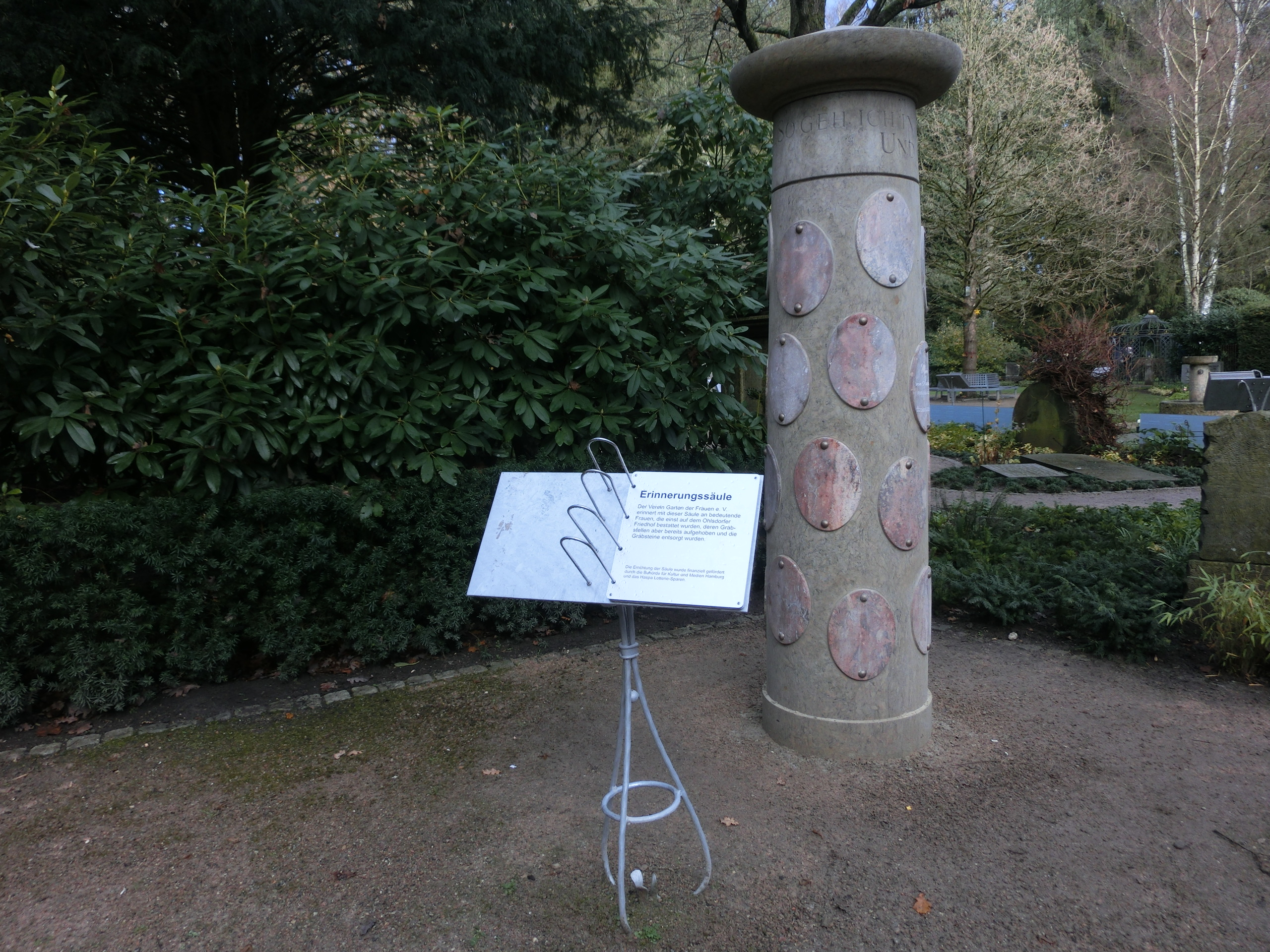
Neue Erinnerungssäule November 2021

Seit November 2021 steht im Garten der Frauen eine Erinnerungssäule. Sie führt die Erinnerungsspirale fort, die von ihren Ausmaßen her ihr räumliches Ende erreicht hat. Auf der Erinnerungssäule sind ovale Medaillons aus Stein angebracht, auf denen die Namen von Frauen eingraviert sind, an die erinnert wird. Am oberen Ende der Säule findet sich ein Ausspruch der Schriftstellerin Eva Strittmatter: „So geh ich in den Winter. Und so vergeh ich nicht.“

### Gedenkglaswürfel für die verstorbenen Säuglinge und Kleinkinder der Zwangsarbeiterinnen

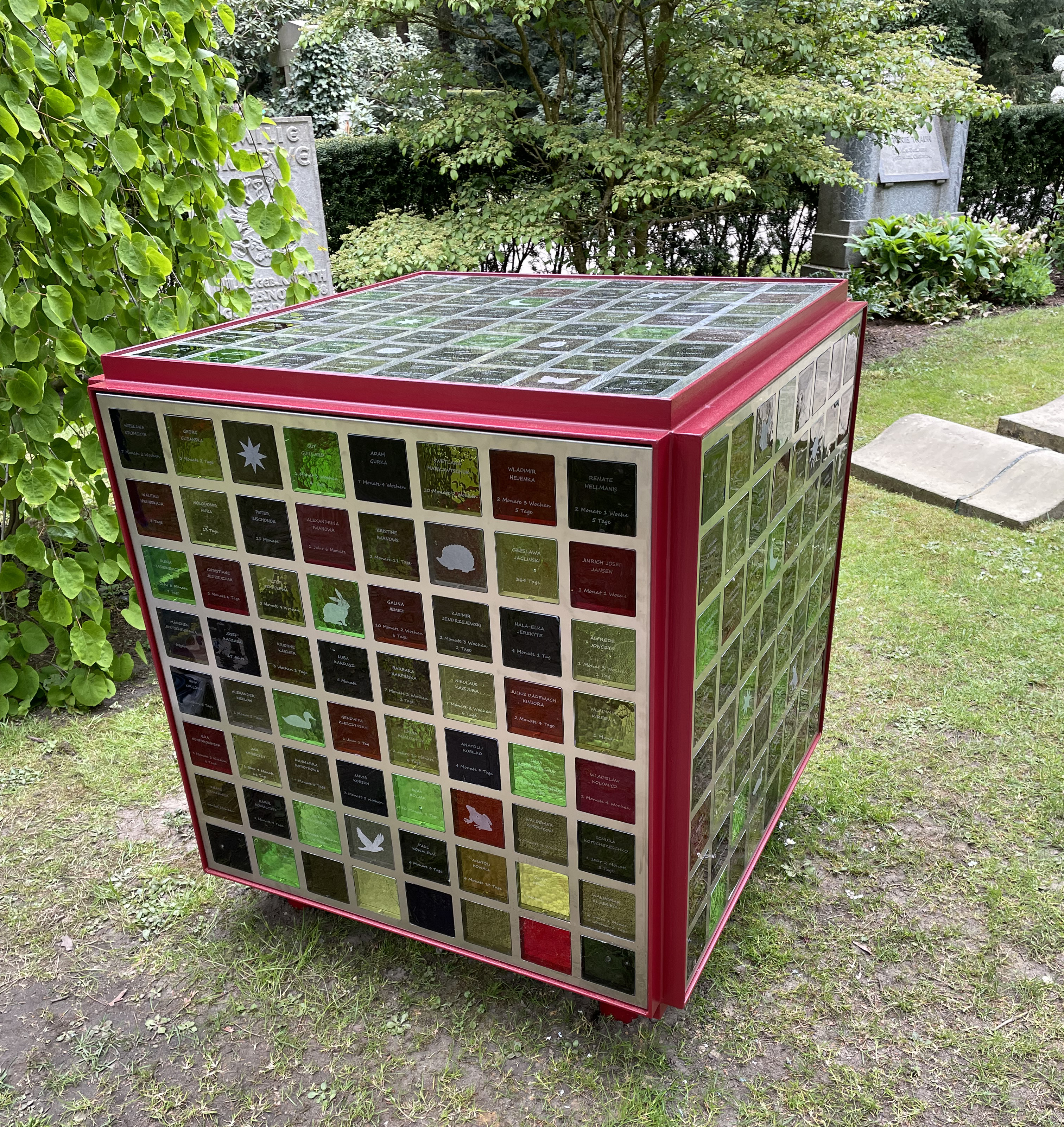
Glaswürfel, der aus 255 9x9 cm großen bunten Glassteinen zusammengesetzt ist

Seit dem 8. Mai 2022 steht ein Gedenkglaswürfel für die verstorbenen Säuglinge und Kleinkinder von Zwangsarbeiterinnen im Garten der Frauen. 250 Säuglinge und Kleinkinder und 3 ältere Mädchen, die selbst Zwangsarbeit leisten mussten, wurden in der NS-Zeit zwischen 1943 und 1945 auf dem Ohlsdorfer Friedhof bestattet, dazu zwei ältere Jungen mit Grabstätten auf dem Jüdischen Friedhof Ilandkoppel. Die meisten Gräber gibt es nicht mehr. Zwei jüdische Neugeborene, die gleich nach der Geburt ermordet wurden, erhielten keine Grabstätte. Der Verein Garten der Frauen erinnert an die Kinder mit diesem Glaswürfel, der aus kleinen bunten Glassteinen zusammengesetzt ist. Auf 257 Steinen stehen jeweils der Name und das Alter eines Kindes. An den anderen Steinen sind kleine kindgerechte Zeichnungen eingraviert, und ein Stein steht für alle Kinder, die uns nicht bekannt sind.
Frauen aus 16 Nationen wurden in der NS-Zeit aus ihrer Heimat verschleppt und zur Zwangsarbeit für Hamburger Firmen, in landwirtschaftlichen Betrieben und in privaten Haushalten eingesetzt. Diejenigen unter ihnen, die in dieser Zeit in Hamburg Kinder gebaren, mussten etwa eine Woche nach der Entbindung wieder 10–12 Stunden schwer arbeiten und litten unter Hunger. Es war ihnen nicht möglich, ihre Säuglinge ausreichend zu versorgen. Die meisten Kinder verstarben durch Vernachlässigung und Unterernährung.

### Erinnerungsstein: Getötet, weil sie Frauen waren

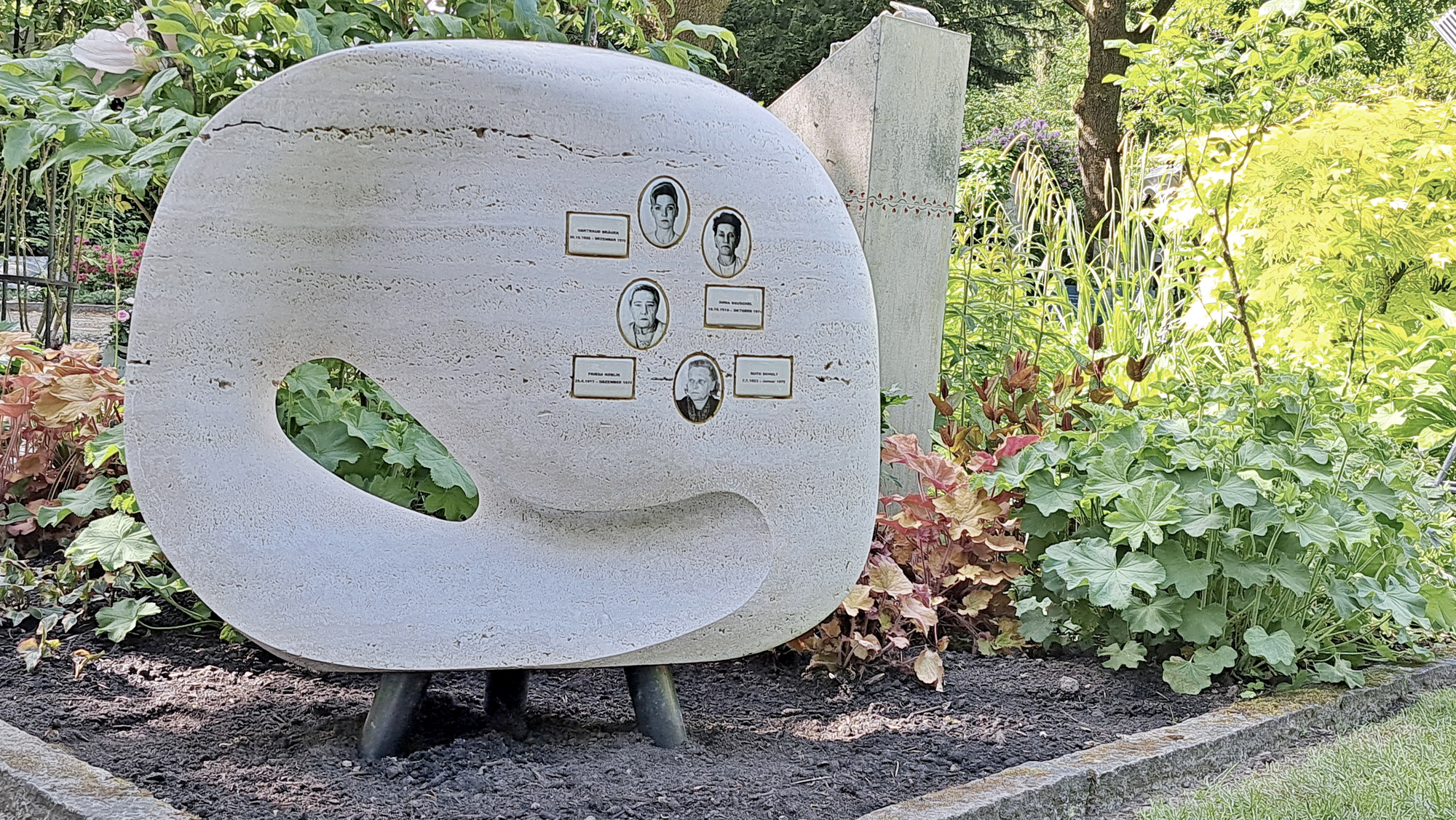
Der Erinnerungsstein ist inspiriert von der Möbiusschleife. Die Skulptur aus Travertin hat nur eine Kante und eine Seite, kein Innen und kein Außen, keinen Anfang und kein Ende und symbolisiert so die Unendlichkeit.

Seit dem 18. Mai 2025 steht im Garten der Frauen ein Erinnerungsstein, der an die weiblichen Opfer des Frauenmörders Fritz Honka erinnert: Gertraud Bräuer, Anna Beuschel, Frieda Roblick, Ruth Schult. Eine Broschüre mit den Lebensgeschichten der Ermordeten liegt kostenlos im Garten der Frauen aus.

### Gemeinschaftsgrabanlagen

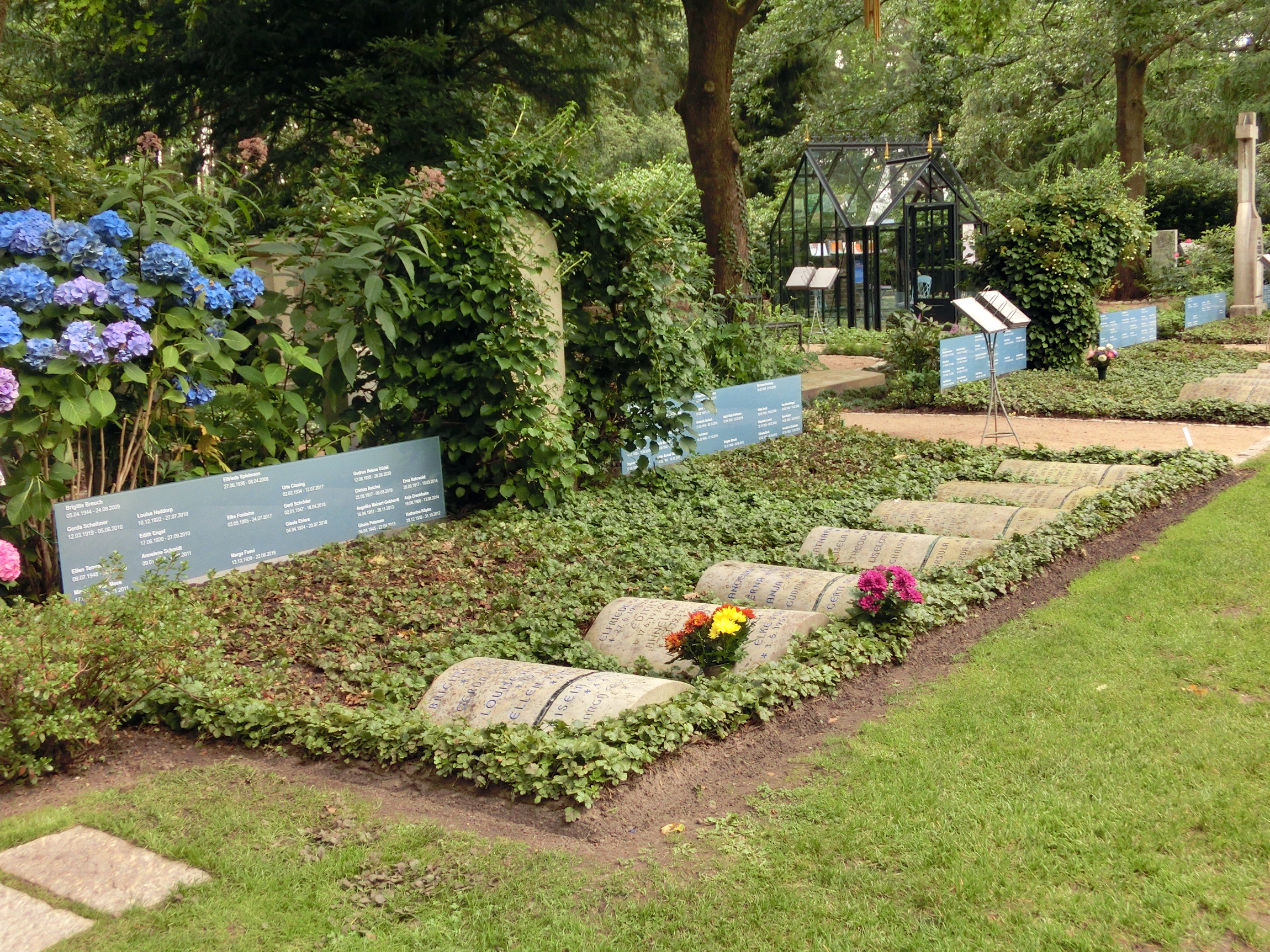
Gemeinschaftsgrabanlage, August 2021

Zusätzlich zu den musealen Gräbern besteht für die weiblichen Mitglieder des Vereins Garten der Frauen die Möglichkeit, eine Grabstelle innerhalb des Gartens der Frauen zu erwerben. Urnen- und Sargbeisetzungen werden in sogenannten Gemeinschaftsgrabanlagen vorgenommen, an deren Kopfende jeweils ein historischer Stein steht. Hier werden einheitliche Steine verlegt, die Wasserwellen nachempfunden sind. Sie gelten als Symbol des ewigen Lebens und werden mit den Namen sowie Geburts- und Sterbedaten der Verstorbenen versehen. Seit August 2021 stehen rechts und links der historischen Steine zusätzlich Glasscheiben mit den Namen der Verstorbenen. Inzwischen befinden sich in der Anlage 402 solcher Grabstellen. Seit seiner Gründung wurden auch einige prominente Frauen des Hamburger Gesellschaftslebens im Garten der Frauen beerdigt, so zum Beispiel am 30. April 2003 die Schauspielerin und Theaterintendantin Gerda Gmelin, im März 2009 die Prostituierte und Streetworkerin Domenica Niehoff, im Juli 2010 die Psychiaterin und Hochschullehrerin und erste Frau, die in Deutschland auf einen Lehrstuhl für Kinder- und Jugendpsychiatrie berufen wurde, Thea Louise Schönfelder und im September 2011 die Kammersängerin Helga Pilarczyk.

## Liste der Frauen
In der folgenden Aufstellung sind die Frauen genannt, an die im Garten erinnert wird. Die Spalten der Tabelle sind sortierbar. Bei Anklicken des Pfeils werden die Lebensdaten nach dem Sterbedatum geordnet, die Rubrik Stein unterscheidet zwischen Historischem Stein, Erinnerungsstein und Grabstellen. Die Einteilung in Gruppen folgt der Veröffentlichung von Rita Bake: Der Garten der Frauen, nach der die hier geehrten Frauen stellvertretend stehen für viele andere, die in dem jeweiligen Bereich tätig waren.
Da auf manchen Steinen mehrere Namen eingemeißelt sind, finden sich diese Abbildungen mehrfach wieder.
| Name                                                                   | Lebensdaten | Stein | Gruppe                                                         | Abbildung      |
| ---------------------------------------------------------------------- | --- | --- | -------------------------------------------------------------- | -------------- |
| Margarete Adam                                                         | 13. Juli 1885 – Januar 1946 Berlin Hochschullehrerin, Dozentin der Hamburger Universität | Erinnerungsstein | Widerstandskämpferinnen gegen das NS-Regime                    |                |
| Mita von Ahlefeldt                                                     | 13. Dezember 1891 Hamburg – 18. April 1966 ebenda Schauspielerin | Historischer Stein | Darstellende Künstlerinnen                                     |                |
| Anny Ahlers (Anni Ahlers)                                              | 21. Dezember Hamburg – 14. März 1933 London | Historischer Stein | Darstellende Künstlerinnen                                     |                |
| Grete Albrecht (geborene Hieber)                                       | 17. August 1893 Hamburg – 5. August 1987 Braunlage Neurologin, Präsidentin des Deutschen Ärztinnenbundes                                                                                           | Historischer Stein | Frauenerwerbsarbeit                                            |                |
| Valerie Alport                                                         | 23. Mai 1874 Posen – 11. Dezember 1960 Marseille Kunstsammlerin und Mäzenin | Grabstelle am Zugangsweg | Wohltäterinnen, Stifterinnen, Verfolgte des NS-Regimes         |                |
| Mara Arndt                                                             | 15. Dezember 1900 Palmnicken/Samland – 2. Juni 1964 Hamburg | Erinnerungsstein | Sozial Engagierte                                              |                |
| Albertine Assor                                                        | 22. März 1863 Zinten / Ostpreußen – 22. Februar 1953 Hamburg Gründerin der Albertinen Diakonie | Erinnerungsstein | Wohltäterinnen, Stifterinnen                                   |                |
| Magda Bäumken (geborene Vahlbruch, verheiratete Bullerdiek)            | 17. Oktober 1890 Hamburg – 23. August 1959 Verona Schauspielerin am Ohnsorg-Theater | Historischer Stein | Darstellende Künstlerinnen                                     |                |
| Anne Banaschewski                                                      | 16. Mai 1901 Welschbillig/Eifel – 4. Mai 1981 Hamburg Reformpädagogin | Historischer Stein | Lehrerinnen, Wissenschaftlerinnen                              |                |
| Rosa Bartl (geborene Leichtmann, Ehefrau von Janos Bartl)              | 17. Juli 1884 Wien – 23. September 1968 Hamburg „Zauberhändlerin und Illusionistin“ | Erinnerungsstein | Darstellende Künstlerinnen                                     |                |
| Marie Bautz (geborene Bachmann)                                        | 1. Februar 1879 Eppishofen bei Augsburg – 30. Dezember 1929 Hamburg SPD-Bürgerschaftsabgeordnete                                                                                                   | Erinnerungsstein | Bürgerschaftsabgeordnete                                       |                |
| Emmy Beckmann                                                          | 12. April 1880 Wandsbek – 24. Dezember 1967 Hamburg Politikerin, Hamburgs erste Oberschulrätin | Historischer Stein | Bürgerschaftsabgeordnete Verfolgte des NS-Regimes              |                |
| Lonny Beese (geborene Lisser)                                          | 8. Mai 1905 Breslau – 10. September 1944 Hamburg (Freitod) Kaufmännische Angestellte | Erinnerungsstein (gemeinsam mit Toni Pergelt) | Opfer des Nationalsozialismus                                  |                |
| Uschi Beese                                                            | 8. Juli 1930 Hamburg – 26. Januar 2008 Hamburg (nicht identisch mit Lonny Beeses Tochter Ursula, geboren am 21. Februar 1928)                                                                      | Erinnerungsstein | Sozial Engagierte                                              |                |
| Clara Benthien                                                         | 27. September 1887 Düsseldorf – 16. November 1962 Hamburg Hutmacherin, Wirtin „Künstlerkeller“ | Erinnerungsstein (gemeinsam mit Beate Hasenau und Elfriede Kneiphoff) | Hamburger Original                                             |                |
| Abelke Bleken                                                          | * unbekannt – 18. März 1583 Hamburg Opfer eines Hexenprozesses | Erinnerungsstein | Keine Gruppe                                                   |                |
| France Bloch-Sérazin                                                   | 21. Februar 1913 Paris – 12. Februar 1943 Hamburg französische Widerstandskämpferin der Résistance. Sie wurde im Hof des Untersuchungsgefängnisses Hamburg hingerichtet.                           | Erinnerungsstein | Widerstandskämpferinnen gegen das NS-Regime                    |                |
| Ilona Bodden                                                           | 8. Februar 1927 Hildesheim Geburtsdatum laut Friedhofsunterlagen: Anmeldung zur Erdbestattung Sg 1089/85 – 16. April 1985 Hamburg Lyrikerin, Kinderbuchautorin und Übersetzerin                    | Historischer Stein | Schriftstellerinnen                                            |                |
| Helene Bonfort                                                         | 10. März 1854 Hamburg – 5. Juni 1940 München Gründerin der Hamburger Ortsgruppe des Allgemeinen Deutschen Frauenvereins, Lebensgefährtin von Anna Meinertz                                         | Erinnerungsstein | Frauenbewegung vor 1933                                        |                |
| Julie de Boor                                                          | 21. Juli 1848 Hamburg – 4. Juni 1932 Hamburg Malerin | Historischer Stein | Darstellende Künstlerinnen                                     |                |
| Hannelore Borchers (verh. Ausborn)                                     | 20. November 1932 Warte – 18. Dezember 1990 Hamburg Malerin | Historischer Stein | Bildende Künstlerinnen                                         |                |
| Freca-Renate Bortfeldt (verh. Lohkamp)                                 | 5. Mai 1909 Hamburg – 17. März 1986 ebenda Schauspielerin und Theaterregisseurin | Historischer Stein | Darstellende Künstlerinnen                                     |                |
| Karli Bozenhard (Karoline, geborene Hücker)                            | 11. Juni 1865 o. 1866 Wien – 1. Februar 1945 Hamburg Schauspielerin am Thalia Theater | Historischer Stein | Darstellende Künstlerinnen                                     |                |
| Hedwig von Brandenstein                                                | 13. Juni 1886 Hamburg – 30. Mai 1974 Hamburg, eine der ersten niedergelassenen Ärztinnen in Hamburg                                                                                                | Historischer Stein | Frauenerwerbsarbeit                                            |                |
| Hedwig Brandt, geborene Stosch-Sarrasani                               | März 1896 Berlin – 28. Februar 1957 Hamburg, Zirkusdirektorin | Historischer Stein | Frauenerwerbsarbeit                                            |                |
| Olga Brandt-Knack                                                      | 29. Juni 1885 Hamburg – 1. August 1978 ebenda Ballettmeisterin, Bürgerschaftsabgeordnete | Historischer Stein | Bürgerschaftsabgeordnete Verfolgte des NS-Regimes              |                |
| Margarete Braun                                                        | 15. Dezember 1893 Hamburg – 22. April 1966 Hamburg Pastorin | Erinnerungsstein | Frauenerwerbsarbeit                                            |                |
| Anny Breer                                                             | 27.10.1891 Hamburg - 21.7.1969 Hamburg Porträtfotografin | Historischer Stein | Frauenerwerbsarbeit                                            |                |
| Laura Bromberg                                                         | 15. Dezember 1852 – 20. Dezember 1927 Hamburg Frauenrechtlerin | Erinnerungsstein | Frauenbewegung vor 1933                                        |                |
| Magdalena (Lena) Brückmann                                             | 27. Januar 1899 Oschersleben bei Magdeburg – 8. Mai 1976 Hamburg | Historischer Stein | Verfolgte des NS-Regimes                                       |                |
| Clémence Budow                                                         | 8. Dezember 1908 Riga – 10. Mai 1995 Hamburg Sekretärin und Frauenpolitikerin | Erinnerungsstein | Frauenbewegung nach 1945                                       |                |
| Elisabeth Büttner                                                      | 4. Dezember 1853 Hamburg – 5. April 1934 Hamburg Malerin | Erinnerungsstein | Bildende Künstlerinnen                                         |                |
| Dorothea Christiansen                                                  | 22. August 1882 Hamburg – 11. Mai 1967 Hamburg | Historischer Grabstein | Pädagogin                                                      |                |
| Hildegard Claassen                                                     | 21. April 1897 Linnich – 16. Februar 1988 Hamburg Verlegerin, Leiterin des Claassen Verlages | Historischer Stein | Frauenerwerbsarbeit                                            | weitere Bilder |
| Urte Clasing                                                           | 2. Februar 1934 Rostock – 12. Juli 2017 Hamburg Schauspielerin und Schauspiellehrerin | Grabstelle | Darstellende Künstlerinnen                                     |                |
| Ayong Colberg, geb. Anne Marie Heitmann                                | 23.8.1911 Yokohama - 4.9.1996 Hamburg Friedensaktivistin | Erinnerungssäule | Friedensaktivistin                                             |                |
| Helene Cramer                                                          | 13. Dezember 1844 Hamburg – 14. April 1916 ebenda Malerin | Historischer Stein | Bildende Künstlerinnen                                         |                |
| Molly Cramer                                                           | 25. Juni 1852 Hamburg – 18. Januar 1936 ebenda Malerin | Historischer Stein | Bildende Künstlerinnen                                         |                |
| Bertha Dehn                                                            | 23. November 1881 Hamburg – 17. April 1953 ebenda Geigerin | Erinnerungsstein | Musikerinnen Verfolgte des NS-Regimes                          |                |
| Anna Margarete Marie „Liesel“ Deidesheimer                             | 14.11.1905 Neumünster – 25.4.1993 Hamburg Kinderärztin | Erinnerungssäule | Gegnerin des NS-Regimes                                        |                |
| Helga Diercks-Norden                                                   | 6. April 1924 Berlin – 12. Juli 2011 Journalistin | Grab beim Garten der Frauen | Frauenbewegung nach 1945                                       |                |
| Minna Dittmer                                                          | 18. Oktober 1840 Wandsbeck – 17. August 1923 Hamburg | Historischer Stein | Schriftstellerinnen                                            |                |
| Dorothea Eckardt                                                       | 25. August 1903 Stockholm – 5. Oktober 1974 Hamburg | Erinnerungsstein | Frauenbewegung nach 1945                                       |                |
| Ingeborg Eggert-Sander                                                 | 22. Juni 1922 Kiel – 12. April 2005 Seevetal Journalistin | Erinnerungsstein | Frauenbewegung nach 1945                                       |                |
| Charlotte Eisler-Rodewald (geborene Thiede)                            | 4. April 1917 – 4. Mai 1979 Hamburg Malerin | Historischer Stein | Bildende Künstlerinnen                                         |                |
| Emma Ender (geborene Behle)                                            | 2. August 1875 Frankfurt am Main – 25. Februar 1954 Hamburg Frauenrechtlerin, Bürgerschaftsabgeordnete (Deutsche Volkspartei)                                                                      | Erinnerungsstein | Frauenbewegung vor 1933                                        |                |
| Marie Firgau                                                           | 29. März 1845 Hamburg – 14. Dezember 1935 Hamburg Schulleiterin | Erinnerungsstein | Frauenerwerbsarbeit                                            |                |
| Ilse Frapan (Pseudonym von Elise Therese Levien)                       | 3.2.1849 Hamburg - 2.12.1908 Genf Lehrerin und Schriftstellerin | Erinnerungssäule | Lehrerin und Schriftstellerin                                  |                |
| Klara Fricke (geborene Magers)                                         | 4. Februar 1871 Hamburg – 16. Oktober 1951 ebenda ehrenamtlich tätig im Sozialbereich | Erinnerungsstein | Frauenbewegung vor 1933 Sozial Engagierte                      |                |
| Minna Froböse, (geborene Schierloh)                                    | 22. Februar 1848 Hamburg – 8. Juli 1917 ebenda Stifterin: Ernst und Minna Froböse Stiftung | Historischer Stein | Wohltäterinnen, Stifterinnen                                   |                |
| Eva Gaehtgens (verh. Bertels)                                          | 4. November 1872 – 31. Januar 1951 | Historischer Stein | Schriftstellerinnen                                            |                |
| Gabriela Giordano                                                      | 27. Januar 1946 Hamburg – 20. Februar 1998 Hamburg Malerin, Schwester des Schriftstellers Ralph Giordano                                                                                           | Historischer Stein | Bildende Künstlerinnen                                         |                |
| Lilly Giordano geborene Seligman-Lehmkuhl                              | 16. Januar 1897 Hamburg – 1. Januar 1980 ebenda Klavierlehrerin, Mutter des Schriftstellers Ralph Giordano                                                                                         | Erinnerungsstein (gemeinsam mit Renate Strübing-Wagner) | Lehrerinnen, Verfolgte des NS-Regimes                          |                |
| Maria Gleiss                                                           | 19. September 1865 Hamburg – 5. Februar 1940 ebenda Hamburgs erste praktische Ärztin und eine der ersten deutschen Ärztinnen überhaupt                                                             | Historischer Stein | Frauenerwerbsarbeit                                            |                |
| Hanna Glinzer                                                          | 23. Februar 1874 Hamburg – 1. April 1961 ebenda Direktorin der Schule des Paulsenstiftes | Historischer Stein | Lehrerinnen, Wissenschaftlerinnen                              |                |
| Marie Glinzer                                                          | 3. Dezember 1843 Hamburg – 6. Dezember 1921 ebenda Lehrerin, Leiterin der von Emilie Wüstenfeld gegründeten Gewerbeschule für Mädchen                                                              | Historischer Stein | Lehrerinnen, Wissenschaftlerinnen                              |                |
| Gerda Gmelin                                                           | 23. Juni 1919 Braunschweig – 14. April 2003 Hamburg Prinzipalin, Schauspielerin | Grabstelle | Darstellende Künstlerinnen                                     | weitere Bilder |
| Martha Golembiewski (Stolperstein Isestraße 41)                        | 16. Februar 1900 Kreis Mühlheim – 25. September 1943 Hamburg Zwangsarbeiterin, ermordet im KZ Fuhlsbüttel                                                                                          | Erinnerungsstein | Opfer des Nationalsozialismus                                  |                |
| Christel Grimme (geborene Hartner)                                     | 18. September 1899 Hamburg – 19. Juli 1984 Großhansdorf | Historischer Stein | Wohltäterinnen, Stifterinnen                                   |                |
| Marie Groot (geborene Schär)                                           | 29. April 1898 Ohe/Kreis Stormarn – 20. Mai 1946 Hamburg | Historischer Stein | Keine Gruppe                                                   | weitere Bilder |
| Gerda Gühlk                                                            | 11. Mai 1920 – 16. Dezember 2003 | Erinnerungsstein | Bürgerschaftsabgeordnete                                       |                |
| Martha Hachmann-Zipser                                                 | 11. Dezember 1864 Schmiedeberg – 30. Dezember 1940 Hamburg Schauspielerin am Deutschen Schauspielhaus                                                                                              | Historischer Stein | Darstellende Künstlerinnen                                     |                |
| Erna Hammond-Norden, geborene Michel, Witwe von Wilhelm Hammond-Norden | 24. Mai 1906 Hamburg – 6. Januar 1979 ebenda Dekorateurin | Historischer Stein | Keine Gruppe                                                   | weitere Bilder |
| Julia Hansen (Julie Hansen)                                            | 30. Juni 1883 Hamburg – 5. Februar 1959 ebenda Bibliothekarin | Historischer Stein | Lehrerinnen, Wissenschaftlerinnen                              |                |
| Beate Hasenau                                                          | 15. April 1936 Frankfurt am Main – 1. Oktober 2003 Hamburg Schauspielerin | Erinnerungsstein (gemeinsam mit Clara Benthien und Elfriede Kneiphoff) | Darstellende Künstlerinnen                                     |                |
| Lydia Adelheid Hellenbrecht genannt Vogeljette                         | 13. Dezember 1844 Hamburg – 30. Januar 1920 ebenda | Erinnerungsstein | Hamburger Original                                             |                |
| Dörte Helm (geborene Heise)                                            | 3. Dezember 1898 Berlin-Wilmersdorf – 24. Februar 1941 Hamburg Bauhauskünstlerin, Malerin | Erinnerungsstein | Bildende Künstlerinnen                                         |                |
| Charlotte Hilmer                                                       | 4. Mai 1909 Hamburg – 7. Mai 1958 Hamburg Malerin | historischer Stein | Bildende Künstlerinnen                                         |                |
| Marie Hirsch alias Adalbert Meinhardt                                  | 12. März 1848 Hamburg – 17. November 1911 ebenda Schriftstellerin und Übersetzerin | Historischer Stein | Schriftstellerinnen                                            |                |
| Erna Hoffmann                                                          | 11. August 1892 Hamburg – 27. Oktober 1942 Landesheil- und Pflegeanstalt Pfafferode Schneiderin, getötet durch Euthanasie                                                                          | Erinnerungsstein | Opfer des Nationalsozialismus                                  |                |
| Emma Israel                                                            | 26. Oktober 1898 Hamburg – 21. Februar 1994 ebenda Malerin | Historischer Stein | Bildende Künstlerinnen                                         |                |
| Elsa Jacobs                                                            | 15. Mai 1885 Hamburg – 18. Juni 1966 Hamburg | Erinnerungsstein | Bürgerschaftsabgeordnete                                       |                |
| Franziska Jahns                                                        | 8. Juli 1850 Hamburg – 24. Februar 1907 ebenda Kindermädchen der Familie Warburg | Historischer Stein | Lehrerinnen, Wissenschaftlerinnen                              | weitere Bilder |
| Annie Kalmar (Anna Kaldwasser)                                         | 14. September 1877 Frankfurt am Main – 2. Mai 1901 Hamburg Schauspielerin am Deutschen Schauspielhaus                                                                                              | Historischer Stein | Darstellende Künstlerinnen                                     |                |
| Irmgard Kanold                                                         | 9. Februar 1915 Hamburg – 25. April 1976 Hamburg Bildhauerin | Historischer Stein | Bildende Künstlerin                                            |                |
| Erni Kaufmann (geborene Handke)                                        | 3. Juni 1906 Witten – 11. Oktober 1957 Hamburg Musikerin in Damenorchestern | Historischer Stein | Musikerinnen                                                   |                |
| Bertha Keyser                                                          | 24. Juni 1868 Maroldsweisach – 21. Dezember 1964 Hamburg Schwester der Straßenmission | Historischer Stein | Wohltäterinnen, Stifterinnen                                   |                |
| Mary Kid (Künstlername von Gertrud Keul)                               | 8. August 1904 Berlin – 29. Oktober 1986 Hamburg Schauspielerin | Erinnerungssäule | Darstellende Künstlerinnen                                     |                |
| Annie Kienast                                                          | 15. September 1897 Hamburg – 3. September 1984 Hamburg | Historischer Stein | Bürgerschaftsabgeordnete                                       |                |
| Clara Klabunde (geborene Gentner)                                      | 30. Dezember 1906 Hamburg – 7. Juli 1994 ebenda Juristin und erste Gerichtspräsidentin der BRD | Historischer Stein | Frauenerwerbsarbeit                                            |                |
| Katharina Klafsky                                                      | 19. September 1855 St. Johann/Ungarn – 22. September 1896 Hamburg Opernsängerin | Historischer Stein | Darstellende Künstlerinnen                                     |                |
| Christel Klein                                                         | geboren 1939, ermordet am 6. Mai 1981 in Hamburg Opfer häuslicher Gewalt | Erinnerungsstein | Keine Gruppe                                                   |                |
| Lotte Klein-Fischer                                                    | 13. Juni 1883 Hamburg – 24. Juli 1962 Garmisch-Partenkirchen Schauspielerin | Erinnerungsstein | Darstellende Künstlerinnen Verfolgte des NS-Regimes            |                |
| Elfriede Kneiphoff                                                     | 11. Dezember 1900 Elbing – 1973 Hamburg Malerin | Erinnerungsstein (gemeinsam mit Beate Hasenau und Clara Benthien) | Bildende Künstlerinnen                                         |                |
| Hilde Knoth (verh. Kliewe)                                             | 25. November 1888 Posen – 23. Dezember 1933 Hamburg Schauspielerin am Deutschen Schauspielhaus von 1915 bis 1929                                                                                   | Historischer Stein | Darstellende Künstlerinnen                                     |                |
| Marie Kortmann                                                         | 20. Mai 1851 – 16. Oktober 1937 Hamburg Lehrerin, Leiterin des Vereins zur Förderung von Frauenbildung und Frauenstudium                                                                           | Historischer Stein | Lehrerinnen, Wissenschaftlerinnen                              |                |
| Charlotte Kramm (geborene Goldschmidt, verheiratete Maertens)          | 15. März 1900 Berlin – 21. November 1971 Hamburg Schauspielerin am Thalia-Theater | Historischer Stein | Darstellende Künstlerinnen Verfolgte des NS-Regimes            |                |
| Agathe Lasch                                                           | 4. Juli 1879 Berlin – 18. August 1942 Riga Erste Lehrstuhlinhaberin Universität Hamburg, als Jüdin von den Nazis deportiert und in den Tod getrieben                                               | Erinnerungsstein | Opfer des Nationalsozialismus                                  |                |
| Philine Leudesdorff-Tormin                                             | 1. Dezember 1892 Düsseldorf – 19. April 1924 Hamburg Schauspielerin | Historischer Stein | Darstellende Künstlerinnen                                     |                |
| Gertrud Lockmann (geborene Buschow)                                    | 29. April 1895 Hamburg – 10. September 1962 ebenda Bürgerschaftsabgeordnete (SPD) | Erinnerungsstein | Bürgerschaftsabgeordnete Verfolgte des NS-Regimes              |                |
| Elfriede Lohse-Wächtler                                                | 4. Dezember 1899 Dresden – 31. Juli 1940 Pirna Malerin, getötet durch Euthanasie | Erinnerungsstein | Bildende Künstlerinnen Opfer des Nationalsozialismus           |                |
| Elena Luksch-Makowsky                                                  | 14. November 1878 St. Petersburg- 15. September 1967 Hamburg Malerin, Bildhauerin | Historischer Stein | Bildende Künstlerinnen                                         |                |
| Marga Maasberg                                                         | 21. Mai 1903 Hamburg – 12. November 1981 ebenda Schauspielerin, Hörspiel- und Synchronsprecherin                                                                                                   | Historischer Stein | Darstellende Künstlerinnen                                     |                |
| Lea Manti                                                              | 13. August 1886 Elberfeld - 12. Juli 1960 Kunstpfeiferin, Theaterleiterin | Erinnerungssäule | Darstellende Künstlerinnen                                     |                |
| Wilhelmine Marstrand                                                   | 7. August 1843 Donaueschingen – 16. August 1903 Spiez am Thuner See Pianistin und Pädagogin | Historischer Stein | Musikerinnen                                                   | weitere Bilder |
| Anna Meinertz                                                          | 29. Dezember 1840 Düsseldorf – 10. September 1922 Hamburg Gründerin der Hamburger Ortsgruppe des Allgemeinen Deutschen Frauenvereins, Lebensgefährtin von Helene Bonfort                           | Erinnerungsstein | Frauenbewegung vor 1933                                        |                |
| Lotte Mende (Johanna Dorothea Louise Müller)                           | 12. Oktober 1834 Hamburg – 5. Dezember 1891 ebenda Schauspielerin am Carl-Schultze-Theater | Historischer Stein | Darstellende Künstlerinnen                                     |                |
| Johanna Mestorf                                                        | 15. April 1828 Bramstedt – 20. Juli 1909 Kiel Archäologin, Museumsdirektorin | Erinnerungsstein | Frauenerwerbsarbeit                                            |                |
| Margarethe Meyer-Schurz (geborene Meyer) laut Inschrift: „Schürz“      | 27. August 1833 Hamburg – 15. März 1876 New York Gründerin des Kindergartens in den USA | Erinnerungsstein | Keine Gruppe                                                   |                |
| Yvonne Mewes                                                           | 22. Dezember 1900 – 6. Januar 1945 KZ Ravensbrück Lehrerin | Historischer Stein | Widerstandskämpferinnen gegen das NS-Regime                    |                |
| Antonie Milberg (auch: Antonie (Toni) Milberg)                         | 13. November 1854 Hamburg – 1. September 1908 Bad Wildungen Gründerin und Leiterin der Milberg Kursusschule, höhere Mädchenschule                                                                  | Historischer Stein | Lehrerinnen, Wissenschaftlerinnen                              |                |
| Mathilde Möller                                                        | 20. Januar 1867 Altona – 9. Februar 1925 Hamburg Urheberin der Bewegungsspiele für Mädchen | Historischer Stein | Lehrerinnen, Wissenschaftlerinnen                              |                |
| Erna Mohr                                                              | 11. Juli 1894 Hamburg – 10. September 1968 ebenda Zoologin | Historischer Stein | Lehrerinnen, Wissenschaftlerinnen                              |                |
| Martha Muchow                                                          | 5. September 1892 Hamburg – 29. September 1933 ebenda Psychologin, Suizid nach Suspendierung | Erinnerungsstein | Opfer des Nationalsozialismus                                  |                |
| Henriette Johanne Marie Müller genannt Zitronenjette                   | 18. Juli 1841 Dessau – 8. Juli 1916 Hamburg Straßenhändlerin | Erinnerungsstein | Hamburger Original                                             |                |
| Margarethe Münch (geborene Wille)                                      | 12. April 1894 Hamburg – 13. Januar 1930 Hamburg} Gründerin und erste Leiterin der Hamburger Kinderpflegerinnenschule                                                                              | Erinnerungsstein | Lehrerinnen, Wissenschaftlerinnen                              |                |
| Erna Nakoinzer                                                         | 5.11.1904 Hamburg – 21.1.1983 Hamburg | Erinnerungssäule | Verleugnetes Opfer des Nationalsozialismus                     |                |
| Domenica Anita Niehoff                                                 | 3. August 1945 Köln – 12. Februar 2009 Hamburg Prostituierte und Streetworkerin, Kämpferin für die Rechte der Huren                                                                                | Grabstelle | Sozial Engagierte                                              |                |
| Hilge Nordmeier                                                        | 5. Juli 1896 Hamburg – 9. September 1975 Hamburg | Historischer Stein | Bürgerschaftsabgeordnete                                       |                |
| Elisabeth Pape                                                         | 5. September 1870 Hamburg – 15. Februar 1964 ebenda Gründerin des Verbandes für Altersschutz | Erinnerungsstein | Bürgerschaftsabgeordnete                                       |                |
| Hermine Peine (geborene Kreet)                                         | 19. September 1881 Hamburg – 19. August 1973 Hamburg Bürgerschaftsabgeordnete, Mitbegründerin der AWO Hamburg                                                                                      | Historischer Stein | Bürgerschaftsabgeordnete                                       |                |
| Toni Pergelt (geborene Hahlbohm)                                       | 19. November 1893 Hamburg – 28. August 1979 ebenda, Kaufmännische Angestellte | Erinnerungsstein (gemeinsam mit Lonny Beese) | Verfolgte des Nationalsozialismus                              |                |
| Helga Pilarczyk                                                        | 12. März 1925 Schöningen – 15. September 2011 Hamburg Opernsängerin | Grabstelle | Darstellende Künstlerinnen                                     |                |
| Cläre Popp                                                             | 21. März 1896 – 26. Juli 1978 Hamburg Puppenspielerin | Erinnerungsstein | Darstellende Künstlerinnen                                     |                |
| Marie Priess                                                           | 13. September 1885 Bühnsdorf/Segeberg – 9. Januar 1983 Reinbek | Erinnerungsstein | Widerstandskämpferinnen gegend as NS-Regime                    |                |
| Frieda Radel                                                           | 10. Mai 1869 Altona – 26. November 1958 Hamburg Journalistin | Erinnerungsstein | Bürgerschaftsabgeordnete                                       |                |
| Johanne Reitze auch: Johanna Reitze                                    | 16. Januar 1878 Hamburg – 22. Februar 1949 Hamburg | Historischer Stein | Frauenbewegung vor 1933                                        |                |
| Celly de Rheidt                                                        | 25. März 1889 Altona – 8. April 1969 Hamburg Tänzerin | Historischer Stein | Darstellende Künstlerinnen                                     |                |
| Lola Rogge                                                             | 20. März 1908 Altona – 13. Januar 1990 Hamburg Tanzpädagogin, Choreographin, Tänzerin | Grabstelle bis 2016 am Ausgang des Gartens der Frauen. Ab Sommer 2016, nach Ablauf der Nutzungsdauer der Grabstelle, in den Garten der Frauen integriert mit einer in die Grasdecke eingelassenen Installation | Darstellende Künstlerinnen                                     |                |
| Gerda Rosenbrook-Wempe                                                 | 19. November 1896 Oldenburg – 24. November 1992 Hamburg Widerstandskämpferin, Archivarin, Privatlehrerin                                                                                           | Historischer Stein | Widerstandskämpferinnen gegen das NS-Regime                    |                |
| Marie von Roskowska                                                    | 12.10.1828 Bromberg / ehem. Hauptstadt Provinz Posen, seit 1920 Bydgoszcz/Polen - 11.10.1889 Hamburg Buchhändlerin, Schriftstellerin, Erzählerin                                                   | Medaillon, Erinnerungssäule | Schriftstellerinnen                                            |                |
| Margaretha Rothe                                                       | 13. Juni 1919 Hamburg – 15. April 1945 Leipzig Medizinstudentin | Erinnerungsstein | Widerstandskämpferinnen gegen das NS-Regime                    |                |
| Charlotte Rougemont                                                    | 22. Januar 1901 Hamburg – 11. Februar 1987 Hamburg Märchenerzählerin | Historischer Stein | Darstellende Künstlerinnen                                     |                |
| Emmi Ruben (geborene Geister)                                          | 7. Februar 1875 Hamburg – 4. Juni 1955 ebenda Mäzenin | Historischer Stein | Wohltäterinnen, Stifterinnen                                   |                |
| Emily Ruete (geborene Salme Prinzessin von Oman und Sansibar)          | 30. August 1844 Sansibar – 29. Februar 1924 Jena | Erinnerungsstein | Schriftstellerinnen                                            |                |
| Amelie Ruths                                                           | 28. April 1871 Hamburg – 3. April 1956 ebenda Malerin der Vierlande und der Halligen | Historischer Stein | Bildende Künstlerinnen                                         |                |
| Hedwig von Schlichting                                                 | 29. Oktober 1861 Berlin – 14. November 1924 Hamburg Erste Oberin im AK Eppendorf, Gründerin des Schwestern-Verein der Allgemeinen Staatskrankenanstalten                                           | Erinnerungsstein | Lehrerinnen, Wissenschaftlerinnen                              |                |
| Thea Schönfelder auch: Thea Louise Schönfelder                         | 16. Februar 1925 Hamburg – 25. Juli 2010 ebenda Psychiaterin und Hochschullehrerin, sie war die erste Frau, die in Deutschland auf einen Lehrstuhl für Kinder- und Jugendpsychiatrie berufen wurde | Grabstelle | Lehrerinnen, Wissenschaftlerinnen                              |                |
| Elisabeth Schucht, geb. Krause                                         | 3. Juli 1888 Kiel - 8. Oktober 1954 Hamburg | historischer Grabstein | Schriftstellerinnen                                            |                |
| Elisabeth Schulz                                                       | 18.5.1903 Concepción/Chile - 24.3.1957 Hamburg | historischer Grabstein | Oberschulrätin, erste Frau, die dem Landeskirchenrat angehörte | tentriert      |
| Lavinia Schulz                                                         | 23. Juni 1896 Lübben (Spreewald) – 19. Juni 1924 Hamburg Schauspielerin und Maskentänzerin | Erinnerungsstein | Darstellende Künstlerinnen                                     |                |
| Ingrid Schulze-Sievers, (geborene Sievers)                             | 4. August 1918 Königsberg – 15. Dezember 1999 Hamburg Diplom-Volkswirtin und Frauenrechtlerin | Erinnerungsstein | Frauenbewegung nach 1945                                       |                |
| Hanna Schüßler                                                         | 23. Mai 1909 – 26. Juni 1985 Hamburg Leiterin des evangelischen Frauenwerkes in Hamburg | Historischer Stein | Keine Gruppe                                                   |                |
| Adele Schwab (geborene Mennerich, Buchpseudonym: Lexa Anders)          | 14. Juni 1907 Hamburg – 30. Juli 1991 Hamburg Diakonisse, Sozialfürsorgerin, Buchautorin | Historischer Stein | Sozial Engagierte, Schriftstellerinnen                         |                |
| Elisabeth Seifarth (Stein: Seifahrt, Artikel: Seifarth)                | 2. September 1860 Homberghausen bei Homberg – 17. Januar 1933 Hamburg | Erinnerungsstein | Bürgerschaftsabgeordnete                                       |                |
| Anna Simon geborene Schwarz, Theaterdirektorin, Theaterleiterin        | 3. August 1892 Hamburg – 16. Dezember 1964 ebenda Direktorin des St.-Pauli-Theaters von 1941 bis 1964                                                                                              | Historischer Stein | Darstellende Künstlerinnen                                     |                |
| Anna Marie Simon, Pseudonym: Mania Korff                               | 25. Juni 1864 Walsrode – 14. April 1931 Hamburg Schriftstellerin | Historischer Stein | Schriftstellerinnen                                            |                |
| Ellen Simon                                                            | 16. Juli 1895 Nordhausen – 13. Juli 1982 Berlin Juristin und Jugendamtsleiterin | Historischer Stein | Lehrerinnen, Wissenschaftlerinnen                              |                |
| Claudine Staack Dora Staack                                            | 30. Januar 1859 Süderheistedt – 12. April 1911 Hamburg 9. November 1855 Krumstedt – 1. Januar 1911 Hamburg                                                                                         | Erinnerungsstein | Schriftstellerinnen                                            |                |
| Erna Stahl                                                             | 15. Februar 1900 Hamburg – 13. Juni 1980 ebenda Reformpädagogin und Schulleiterin | Erinnerungsstein | Lehrerinnen, Wissenschaftlerinnen Verfolgte des NS-Regimes     |                |
| Helma Steinbach                                                        | 1. Dezember 1847 Hamburg – 7. Juli 1918 Glüsing bei Lauenburg Gewerkschaftsfunktionärin, Mitbegründerin der „Pro“ (Konsum-, Bau- und Sparverein „Produktion“) eGmbH, Hamburg                       | Erinnerungsstein | Gewerkschafterinnen                                            |                |
| Hanna Stolten                                                          | 17. Dezember 1888 – 24. Dezember 1942 Mitbegründerinnen der Arbeiterwohlfahrt (AWO) | Erinnerungsstein | Bürgerschaftsabgeordnete                                       |                |
| Inge Stolten                                                           | 23. März 1921 Hamburg – 4. Mai 1993 ebenda Schauspielerin, Autorin und Politikerin | Erinnerungsstein | Darstellende Künstlerinnen, Schriftstellerinnen                |                |
| Olga Stolten                                                           | 30. August 1885 – 20. Dezember 1974 Mitbegründerinnen der Arbeiterwohlfahrt (AWO) | Erinnerungsstein | Frauenbewegung vor 1933                                        |                |
| Hildegard Stromberger                                                  | 27. Juli 1904 Jennen/Ostpreußen – 7. Juli 1985 Hamburg | Erinnerungsstein | Bildhauerin, Malerin                                           |                |
| Renate Strübing-Wagner (geborene Wagner)                               | 30. August 1908 – 21. November 1973 Hamburg Reformpädagogin | Erinnerungsstein (gemeinsam mit Lilly Giordano) | Lehrerinnen, Widerstandskämpferinnen gegen das NS-Regime       |                |
| Käthe Tennigkeit (geborene Schlichting)                                | 2. April 1903 Hamburg – 20. April 1944 ebenda Gymnastiklehrerin | Erinnerungsstein | Widerstandskämpferinnen gegen das NS-Regime                    |                |
| Ilse Tesdorpf-Edens                                                    | 29. März 1892 Hamburg – 30. Juli 1966 Hamburg Malerin | Erinnerungsstein | Bildende Künstlerinnen                                         |                |
| Elsa Teuffert (geborene Jansen)                                        | 12. Juni 1888 Hamburg – 10. März 1974 ebenda Bürgerschaftsabgeordnete der FDP | Historischer Stein | Bürgerschaftsabgeordnete                                       |                |
| Marie Thierfeldt                                                       | 20. Februar 1893 Frankenhof – 31. Dezember 1984 Hamburg Handweberin | Historischer Stein | Bildende Künstlerinnen                                         |                |
| Leonore (Lola) Töpke (geborene Simon)                                  | 4. Juli 1891 Leopoldshall – 3. Januar 1945 KZ Stutthof Bildhauerin | Historischer Stein | Bildende Künstlerinnen Verfolgte des NS-Regimes                |                |
| Antonie Wilhelmine Traun (geborene Westphal)                           | 6. Dezember 1850 Hamburg – 28. Oktober 1924 ebenda Gründerin mehrerer sozialer und frauenrechtlicher Vereine                                                                                       | Historischer Stein | Frauenbewegung vor 1933                                        |                |
| Margaretha Treuge                                                      | 4. August 1876 Elbing – 2. April 1962 Hamburg Direktorin der Sozialen Frauenschule in Hamburg | Erinnerungsstein | Lehrerinnen, Wissenschaftlerinnen                              |                |
| Marie Unna                                                             | 3. Juli 1881 Schewen – 23. Dezember 1977 Hamburg Dermatologin | Historischer Stein | Frauenerwerbsarbeit                                            |                |
| Anna Wilhelmine Catharina Veldkamp Mutter Veldkamp                     | 5. Juli 1865 Hamburg – 13. Dezember 1944 ebenda Konditorin eines Dom-Cafés | Historischer Stein | Wohltäterinnen, Stifterinnen                                   | weitere Bilder |
| Anne-Marie Vogler                                                      | 7. Juni 1892 Altona – 30. Mai 1983 Hamburg Bildhauerin | Historischer Stein | Bildende Künstlerinnen                                         |                |
| Edith Weiss-Mann (geborene Weiss)                                      | 11. Mai 1885 Hamburg – 18. Mai 1951 Westfield Cembalistin, Klavierpädagogin, Musikkritikerin | Historischer Stein | Musikerinnen                                                   |                |
| Bertha Wendt (geborene Bahnson)                                        | 10. Oktober 1859 Hamburg – 14. März 1937 ebenda Politikerin | Historischer Stein | bürgerliche Frauenbewegung                                     |                |
| Gunda Werner                                                           | 8. Juli 1951 Hamburg – 22. Januar 2000 ebenda Frauenrechtlerin | Erinnerungsstein | Frauenbewegung nach 1945                                       |                |
| Paula Westendorf (geborene Gühlk)                                      | 26. Oktober 1893 Hamburg – 3. Oktober 1980 ebenda, Politikerin, Bürgerschaftsabgeordnete | Historischer Stein | Bürgerschaftsabgeordnete                                       |                |
| Adele Will (geborene Hessberger)                                       | 25. Februar 1903 Antwerpen – 28. Mai 1997 Hamburg, Kindergärtnerin | Historischer Stein | Frauenerwerbsarbeit                                            |                |
| Aenne Willkomm (verheiratete Kettelhut)                                | 17. Juni 1902 Shanghai - 20. Juni 1979 Hamburg Kostümbildnerin | Historischer Stein | Frauenerwerbsarbeit                                            |                |
| Martha Winternitz-Dorda                                                | 28. März 1880 Wien – 9. Dezember 1958 Hamburg Opernsängerin | Erinnerungsstein | Darstellende Künstlerinnen                                     |                |
| Marianne Woebcke-Nagel                                                 | (31.12.1906 Hamburg – 16.9.1988 Hamburg) | Historischer Stein | Bildhauerin                                                    |                |
| Margarethe Wöhrmann                                                    | 19. Juli 1900 Hamburg – 7. Januar 1989 Hamburg | Historischer Stein | Bürgerschaftsabgeordnete                                       |                |
| Anna Wohlwill vollständig: Anna Cunigunde Wohlwill                     | 20. Juni 1841 Seesen – 30. Dezember 1919 Hamburg Schöpferin der Schule des Paulsenstiftes | Historischer Stein | Frauenbewegung vor 1933                                        |                |
| Gretchen Wohlwill                                                      | 27. November 1878 Hamburg – 17. Mai 1962 Hamburg Malerin der Hamburgischen Sezession | Historischer Stein | Bildende Künstlerinnen Verfolgte des NS-Regimes                |                |
| Henny Wolff                                                            | 3. Februar 1896 Köln – 29. Januar 1965 Hamburg Konzert- und Oratoriensängerin, Gesangspädagogin | Historischer Stein | Musikerinnen                                                   |                |
| Inge Wulff                                                             | 27. Februar 1933 Hamburg – 26. Mai 1997 Hamburg Malerin | Historischer Stein | Bildende Künstlerinnen                                         |                |
| Hilde Wulff                                                            | 7. Januar 1898 Dortmund – 23. Juli 1972 Hamburg Jugendwohlfahrtspflegerin | Historischer Stein | Wohltäterinnen, Stifterinnen                                   |                |
| Grete Zabe                                                             | 18. März 1877 Danzig – 1. Dezember 1963 Hamburg | Historischer Stein | Bürgerschaftsabgeordnete                                       |                |

## Weitere Anmerkungen
1. ↑  Die Seite beinhaltet Kurzbiografien nicht nur zu den in der Anlage beerdigten oder geehrten Frauen, sondern auch zu denjenigen bedeutenden Frauen, deren Grab- oder Gedenkstein sich in einem anderen Friedhofsbereich befindet.
Seit September 2017 pdf-Übersichtspläne zu den historischen Grabsteinen, der Erinnerungsspirale sowie den Mitglieder-Steinwellen.

Koordinaten: 53° 37′ 13,6″ N, 10° 3′ 6,2″ O